# Giuseppe Petrocchi
Giuseppe Petrocchi, född 19 augusti 1948 i Ascoli Piceno, är en italiensk kardinal och ärkebiskop. Han är sedan år 2013 ärkebiskop av L'Aquila.

## Biografi
Giuseppe Petrocchi studerade vid bland annat Påvliga Lateranuniversitetet och La Sapienza och prästvigdes 1973.
År 1998 utnämnde påve Johannes Paulus II Petrocchi till biskop av Latina-Terracina-Sezze-Priverno och han biskopsvigdes den 20 september samma år av biskop Silvano Montevecchi. Den 7 juli 2013 installerades Petrocchi som ärkebiskop av L'Aquila.
Den 28 juni 2018 upphöjde påve Franciskus Petrocchi till kardinalpräst med San Giovanni Battista dei Fiorentini som titelkyrka.